# Vlag van Sint-Jans-Molenbeek
De vlag van Sint-Jans-Molenbeek is de gemeentelijke vlag van de Brusselse gemeente Sint-Jans-Molenbeek. De beschrijving luidt:
Twee even lange banen van blauw en van geel.
De kleuren van de vlag komen uit het gemeentewapen.
Deze gemeentevlag is identiek aan de vlaggen van Anderlecht, Jette en Sint-Gillis.

Vlag van Anderlecht
Vlag van Jette
Vlag van Sint-Gillis